# Quintus Marcius Turbo
Quintus Marcius Turbo of Marcius Turbo was een Romeins generaal die dienstdeed tijdens de 2e eeuw onder de adoptiefkeizers, Traianus en Hadrianus. Hij behoorde tot de stand van de equites.
Hij was afkomstig uit Epidaurum in Dalmatia. Hij was verscheidene jaren een goede vriend van keizer Hadrianus, daarbij hem van advies dienend in verband met militaire zaken.
Turbo begon zijn carrière in het leger als primuspilus (eerste centurion), waarna hij gepromoveerd werd tot praefectus vigilum, het hoofd van de politie- en brandweerdiensten van Rome. Hij bekleedde nog diverse andere posten voor hij benoemd werd tot praefectus classis, waarbij hij de vloot van Misenum (Classis Misenensis) onder zijn bevel kreeg.
Tijdens Hadrianus' regering, onderdrukte hij de Joodse opstanden in het oosten van het Imperium Romanum, met name in Egypte en Africa. Met verliezen van bij elkaar zo'n 200.000 Romeinen, Joden en andere burgers, zou dit conflict bekend worden als de Kitosoorlog (115-117). Direct de Kitosoorlog werd Turbo door Hadrianus ingezet om een opstand in Mauretania neer te slaan (117).
Aansluitend kreeg Turbo een aanstelling als gouverneur van Pannonië en de nieuwe provincie Dacië (117-119). Omdat hij niet tot de patriciërsstand behoorde, kreeg hij niet de gebruikelijke titel legatus Augusti pro praetore, maar praefectus. Dacië werd in de tijd van zijn benoeming geplaagd door invallen van de Roxilani en dat kan hebben meegespeeld in Hadrianus' keuze om juist Turbo, die als generaal zijn sporen verdiend had, te benoemen.
In 119 werd hij aangesteld in het prestigieuze ambt van praefectus praetorio, het hoogste ambt dat iemand uit de equites kon bereiken. Marcius diende ook als opperbevelhebber in Parthia gedurende de oorlogen in die regio van 119 tot 122.  De opstand van de Joden van Cyrene, Cyprus en Egypte in de laatste jaren van keizer Trajanus was nog niet volledig onderdrukt toen Hadrianus de regering overnam in 118. Het brandpunt van de oorlog was verlegd naar Palestina, waar de Joodse leider Lukuas heen was gevlucht. Marcius Turbo had hem achtervolgd en de broers Iulianus en Pappus ter dood veroordeeld, omdat die de gangmakers van de rebellie geweest waren. Turbo werd echter zelf geëxecuteerd op speciaal bevel uit Rome en de levens van de broers werden gespaard.